# グリース (映画)
『グリース』(Grease) は、ジム・ジェイコブスとウォーレン・ケイシーの同名ミュージカル『グリース』を原作とした1978年の学園ミュージカル映画。
1979年に行われた第51回アカデミー賞で、ジョン・ファーラー作の「愛すれど悲し」(Hopelessly Devoted to You) が歌曲賞にノミネートされた。

## ストーリー
夏休みの避暑地で知り合った高校生のダニー（ジョン・トラボルタ)とサンディ(オリビア・ニュートン＝ジョン）。ひと夏の恋をした二人はサンディがオーストラリアに帰国することで再会を信じ終わりを告げる。夏が去り新学期を迎えダニーはライデル高校の3年生に進級する。不良グループのリーダー「Ｔ・バーズ」のリーダーである彼は仲間たちにサンディとの事を話をふくらませ報告する。一方サンディは父の転勤でダニーと同じ高校に転校してくる。登校早々サンディは女子グループ「ピンク・レディース」の面々と知り合う。彼女たちはサンディの夏の恋の相手がダニーと聞いて笑いをこらえる。
ダニーとサンディは校内で再会、思いがけない再会にサンディは喜ぶが、ダニーは仲間の手前つれない素振りをする。傷ついたサンディを慰めるために「ピンク・レディース」はパジャマ・パーティーを催しタバコの喫い方や酒の飲み方を手ほどき。サンディは募る想いを振り切ってアメフト部のトムと付き合い始める。焦ったダニーは自分も体育会系になろうと野球やレスリングにチャレンジするが完敗。サンディはダニーの努力を認め、二人は再び仲良くなる。
そんな折にTV中継されることになった高校のダンス・コンテストにダニーとサンディはペアで出場することに。ところが当日「Ｔ・バーズ」の宿敵グループ「スコーピオンズ」のリーダーであるレオのガールフレンド、チャチャは強引にサンディからダニーを奪ってしまい、優勝してしまう。怒ったサンディにダニーはドライブインシアターに誘い指輪をプレゼント。ところが強引に迫るダニーにサンディはまたもや激怒、二人の関係はよりギクシャクしたものになってしまう。
レオに挑まれたカーレースにメンバーの代わりにハンドルを握ったダニーの姿を遠くから見つめていたサンディは新しい自分に生まれ変わろうと決意する。卒業式の日、ダニーはサンディに好かれようとアイビー・ルックに身を包み仲間の失笑を買う。だが、そこに現れたサンディは清純ムードを捨てセクシーなスタイルに変貌を遂げていた。賑やかなカーニバル・パーティーが始まり、若者たちは楽しかった高校生活の最後を飾りいつまでも歌い踊った。

## サウンドトラック
本作はサウンドトラック・アルバムもヒットし、同じくジョン・トラボルタ主演の『サタデー・ナイト・フィーバー』に次いで、1978年のアメリカ合衆国で2番目に売れたアルバムとなった。
2010年10月13日にはオリビア・ニュートン＝ジョンのデビュー40周年記念企画として、2枚組のデラックス・エディションCDがユニバーサルミュージックから発売された。なおデラックス・エディションではリミックス音源の他、未発表のインストゥルメンタル楽曲『ライデル高校ファイト・ソング』（Rydell Fight Song）も収録されている。

### 収録曲
以下は、オリジナル盤に収録されている楽曲である。
| Track No. | タイトル （原題）                                                           | アーティスト                                             |
| --------- | --------------------------------------------------------------------------- | -------------------------------------------------------- |
| 1         | グリース （Grease）                                                         | フランキー・ヴァリ                                       |
| 2         | 想い出のサマー・ナイツ （Summer Nights）                                    | オリビア・ニュートン＝ジョン/ジョン・トラボルタ&キャスト |
| 3         | 愛すれど悲し （Hopelessly Devoted To You）                                  | オリビア・ニュートン＝ジョン                             |
| 4         | 愛のデュエット （You're The One That I Want）                               | オリビア・ニュートン＝ジョン/ジョン・トラボルタ          |
| 5         | いとしのサンディ （Sandy）                                                  | ジョン・トラボルタ                                       |
| 6         | ビューティ・スクール・ドロップアウト （Beauty School Dropout）              | フランキー・アヴァロン                                   |
| 7         | 私はサンドラ・ディー （Look At Me, I'm Sandra Dee）                         | ストッカード・チャニング                                 |
| 8         | グリースト・ライトニン （Greased Lightnin'）                                | ジョン・トラボルタ&ジェフ・コナウェイ                    |
| 9         | 雨の夜のダンス・パーティ （It's Raining On Prom Night）                     | シンディ・バレンス                                       |
| 10        | ドライヴ・イン・シアターにただひとり （Alone At The Drive-In Movie）        | （インストゥルメンタル）                                 |
| 11        | ブルー・ムーン （Blue Moon）                                                | シャ・ナ・ナ                                             |
| 12        | ロックン・ロール・イズ・ヒア・トゥ・ステイ （Rock N' Roll Is Here To Stay） | シャ・ナ・ナ                                             |
| 13        | ゾーズ・マジック・チェンジズ （Those Magic Changes）                        | シャ・ナ・ナ                                             |
| 14        | ハウンド・ドッグ （Hound Dog）                                              | シャ・ナ・ナ                                             |
| 15        | ボーン・トゥ・ハンド・ジャイヴ （Born To Hand-Jive）                        | シャ・ナ・ナ                                             |
| 16        | ティアーズ・オン・マイ・ピロウ （Tears On My Pillow）                       | シャ・ナ・ナ                                             |
| 17        | ムーニング （Mooning）                                                      | ルイス・セント・ルイス&シンディ・バレンス                |
| 18        | フレディ・マイ・ラヴ （Freddy My Love）                                     | シンディ・バレンス                                       |
| 19        | ロックン・ロール・パーティの女王 （Rock 'N' Roll Party Queen）              | ルイス・セント・ルイス                                   |
| 20        | ついてない私 （There Are Worse Things I Could Do）                          | ストッカード・チャニング                                 |
| 21        | 私はサンドラ・ディー ～Reprise～                                            | オリビア・ニュートン＝ジョン                             |
| 22        | ウィ・ゴー・トゥギャザー （We Go Together）                                 | オリビア・ニュートン＝ジョン/ジョン・トラボルタ&キャスト |
| 23        | 慕情 （Love Is A Many Splendored Thing）                                    | （インストゥルメンタル）                                 |
| 24        | グリース ～Reprise～                                                        | フランキー・ヴァリ                                       |

### アルバムチャート最高位
| 年度 | チャート名                                       | 最高位 |
| ---- | ------------------------------------------------ | ------ |
| 1978 | Billboard 200（アメリカ）                        | 1      |
| 1978 | 全英アルバムチャート（イギリス）                 | 1      |
| 1978 | ケント・ミュージック・レポート（オーストラリア） | 1      |
| 1979 | オリコン週間LPチャート（日本）                   | 1      |
| 1991 | ARIAチャート（オーストラリア）                   | 1      |
| 1998 | ARIAチャート（オーストラリア）                   | 1      |

## キャスト
| 役名                 | 俳優                         | 日本語吹替 | 日本語吹替   | 日本語吹替   |
| 役名                 | 俳優                         | ソフト版   | 日本テレビ版 | テレビ朝日版 |
| -------------------- | ---------------------------- | ---------- | ------------ | ------------ |
| ダニー               | ジョン・トラボルタ           | 三木眞一郎 | 野口五郎     | 鈴置洋孝     |
| サンディ             | オリビア・ニュートン＝ジョン | 井上喜久子 | 桜田淳子     | 戸田恵子     |
| リッゾ               | ストッカード・チャニング     | 高山佳音里 | 高島雅羅     | 藤田淑子     |
| ケニッキー           | ジェフ・コナウェイ           | 岩松廉     | 曽我部和恭   | 田中秀幸     |
| ドゥーディ           | バリー・パール               | 吉田裕秋   | 野島昭生     | 二又一成     |
| ソニー               | マイケル・トゥッチ           | 並木伸一   | 山田昌人     | 石丸博也     |
| パッツィー           | ケリー・ワード               | 杉山紀彰   | 千葉繁       | 島田敏       |
| フレンチー           | ディディ・コン               | 雨蘭咲木子 | 小宮和枝     | 安達忍       |
| ジャン               | ジェイミー・ドネリー         | 葛谷知花   | 山田栄子     | 坂本千夏     |
| マーティ             | ダイナ・マノフ               | 笹島かほる | 馬場はるみ   | 勝生真沙子   |
| マッギー校長         | イヴ・アーデン               | 火野カチコ | 高橋和枝     | 高橋和枝     |
| ティーン・エンジェル | フランキー・アヴァロン       |            |              |              |
| ヴィー               | ジョーン・ブロンデル         | 重松朋     | 沼波輝枝     | つかせのりこ |
| ヴィンス             | エド・バーンズ               | 伊藤栄次   | 羽佐間道夫   | 富山敬       |
| コーチ・カルホーン   | シド・シーザー               | 飯島肇     | 峰恵研       | 村越伊知郎   |

- ソフト版：DVD・BD収録
- 日本テレビ版：初回放送1981年10月7日 『水曜ロードショー／夢のフィーバーコンビで今夜は楽しき世界 グリース』
- テレビ朝日版：初回放送1987年9月6日 『日曜洋画劇場』